# Hiperion
Hiperion Ștei este o companie din România care produce mașini și utilaje de ridicat și transportat, inclusiv piese de schimb aferente transportului la sol, transport continuu și elemente de mecanică fină.
Compania a fost înființată în 1990 prin reorganizarea fostelor ateliere de întreținere și reparații utilaje miniere care deserveau Bazinul Minier Băița-Bihor, care au fost puse în funcțiune în perioada anilor 1952-1955.
Compania a fost privatizată în 2003 prin vânzarea către grupul European Food a unei participații de circa 77% din companie pentru suma de 1,1 milioane euro.
Acțiunile Hiperion Ștei sunt tranzacționate pe piața RASDAQ.
În august 2006, Consiliul Concurenței a avizat acordarea unui ajutor de stat in valoare de 11 milioane de lei (3,11 milioane euro) pentru compania Hiperion Ștei, pentru restructurare în vederea privatizării.
Număr de angajați:
- 2005: 310[4]
- 2003: 420[4]

## Istoric
- Perioada 1960-1970: Se creează capacități de producție pentru fabricarea, repararea și întreținerea de utilaj minier și pentru utilaje de transport continuu[2].
- Perioada 1971-1980: Se pun în funcțiune capacitățile: Fabricarea de mașini de ridicat și transportat la sol, Fabricarea de utilaje metalurgice, Fabricarea de echipamente hidraulice (cilindri)[2].
- Perioada 1981-1989 se caracterizează prin dezvoltarea și modernizarea capacităților existente, prin asimilarea de produse noi ca: utilaje pentru brichetarea și gospodărirea șpanului, scule de foraj extracție, reductoare armonice și cicloidale[2].
- În 1989 societatea producea 18000t/an produse mecanice și avea 5.400 salariați[2].